# Adolfo Rivera
Adolfo Rivera (nacido el 22 de mayo de 1982) es un jugador de béisbol que se destaca por estar en la nómina de Panamá para el Clásico Mundial de Béisbol de 2006. Es diestro.

## Carrera
Jugó en diferentes equipos de la Liga de Béisbol de Panamá.

## Selección nacional
Aunque apareció en tres juegos en el Clásico Mundial de Béisbol de 2006, solo tuvo un turno al bate. No conectó ningún imparable. En sus otros juegos, lo sacaron intentando robarse una base y anotó una carrera. También estuvo en el plantel de Panamá para los Juegos Panamericanos 2007, Juegos Bolivarianos 2009, Juegos Centroamericanos 2010, Juegos Centroamericanos y del Caribe 2010 y Juegos Panamericanos 2011.